# Edward H. Griffith

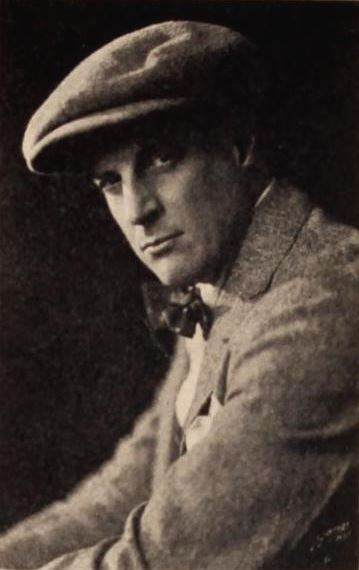
Edward H. Griffith (1921)

Edward H. Griffith (* 23. August 1888 in Lynchburg, Virginia; † 3. März 1975 in South Laguna, Kalifornien) war ein US-amerikanischer Regisseur und Filmproduzent.

## Leben
Nach einer Karriere als Reporter bei verschiedenen Zeitungen kam Edward H. Griffith 1915 als Drehbuchautor zu Edison Film Company, wo er bald auch bei einigen Kurzfilmen Regie führte. Seinen Durchbruch hatte er mit dem Aufkommen des Tonfilms, als er für die Gesellschaft Pathe die Regie beim Leinwanddebüt von Ann Harding, einer populären Broadwayschauspielerin führte. Die leichte Komödie war ein Erfolg bei den Kritikern und an der Kinokasse und machte aus Griffith neben Paul L. Stein der Hausregisseur des Studios, das bald zur RKO verschmolz.
Zu den größten Erfolgen der Zeit gehörten zwei Verfilmung von Philip Barry Stücken, jeweils mit Ann Harding in den Hauptrollen: Holiday und The Animal Kingdom, für das Produzent David O. Selznick die Galapremiere neu eröffneten Roxy in New York City arrangierte, damals das größte und prächtigste Kino in den USA. Griffith wechselte später mit Selznick zu MGM, wo er Helen Hayes eine ihrer besten Rollen in Another Language gab und mit dem Joan-Crawford-Melodrama No More Ladies vielleicht das typische Exempel für den Studio-Look schuf: helle Ausleuchtung und gleitende Kameraschwenks von Oliver T. Marsh, glanzvolle Kostüme von Gilbert Adrian, perfekte Inszenierung der Stars und opulente Kulissen von Cedric Gibbons. Weniger erfolgreich war er mit dem Versuch, die stagnierende Karriere von Ann Harding durch Biographie of a Bachelor Girl zu revitalisieren. Die strengen Zensurvorschriften nahmen der leicht frivolen Geschichte jede Biss und nach dem Reinfall musste Griffith zu
20th Century Fox wechseln, wo er von Studioboss Darryl F. Zanuck damit beauftragt wurde, aus Loretta Young und Tyrone Power ein Leinwandtraumpaar zu machen. Die beiden Stars drehten drei Filme unter der Regie von Griffith, allesamt elegant in Szene gesetzte Romanzen mit teilweise geschliffenen Dialogen. Die Kritiker mochten besonders Café Metropole und lobten die Arbeit von Griffith teilweise überschwänglich. So schrieb Louella O. Parsons am 27. Mai 1937 sogar:
Edward H. Griffith, who directed Café Metropole, should feel well pleased with himself for having out-Lubitsched Ernst himself.
Edward H. Griffith, der Regisseur von Café Metropole, sollte stolz auf sich sein, Ernst Lubitsch noch übertroffen zu haben.
Griffith, der damals in einem Atemzug mit George Cukor und Robert Z. Leonard als einer der führenden Frauenregisseure der Stadt galt, wechselte nach der Grace Moore Romanze I’ll Take Romance 1939 zu Paramount, wo er nicht weniger als sechs Filme mit Madeleine Carroll und Drehbuchautorin Virginia Van Upp im Team realisierte. Carroll galt im Studio als lethargisch und schwierig, so dass die meisten anderen Vertragsregisseure sich weigerten, mit ihr zusammenzuarbeiten. Die beiden drehten zunächst romantische Komödien mit Fred MacMurray als Partner, erst mit Virginia, der Geschichte einer jungen Frau, die zwischen falschen Freunden und echter Liebe entscheiden muss, versuchten sich Griffith in mehr dramatischen Geschichten. Der Film wurde in Technicolor gedreht und war ein leidlicher Erfolg an der Kinokasse. Da Carroll während der Dreharbeiten eine Affaire mit dem Nebendarsteller Sterling Hayden, damals noch als Stirling Hayden angekündigt, begann, wurde in der nächsten Produktion Bahama Passage der ursprünglich vorgesehene MacMurray durch Hayden ersetzt. Der Film erzählt die Abenteuer einer jungen Frau, die gegen Voodoo und andere Schrecken ankämpfen muss, um das wahre Glück zu finden.
Bahama Passage sollte der letzte Erfolg für Griffith werden, der sich bald danach aus dem Filmgeschäft zurückzog und nahezu vergessen 1975 mit 86 Jahren starb. Er war mit der Schauspielerin America Chedister (1895–1975) verheiratet.

## Filmografie (Auswahl)
- 1917: The Law of the North
- 1922: The Sea Raiders
- 1929: Paris Bound
- 1929: Rich People
- 1930: Holiday
- 1931: Rebound
- 1933: Lady with a Past
- 1933: The Animal Kingdom
- 1933: Another Language
- 1935: Biography of a Bachelor Girl
- 1935: No More Ladies
- 1936: Next Time We Love
- 1936: Ladies in Love
- 1937: Café Metropole
- 1937: I’ll Take Romance
- 1939: Café Society
- 1939: Honeymoon in Bali
- 1940: Safari
- 1941: Virginia
- 1941: One Night in Lisbon
- 1941: Bahama Passage
- 1943: Young and Willing
- 1943: The Sky’s the Limit
- 1946: Perilious Holiday